# Meycauayan

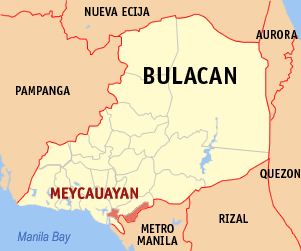
Meycauayans läge i Bulacan.

Meycauayan (officiellt City of Meycauayan) är en stad i Filippinerna som är belägen i provinsen Bulacan i regionen Centrala Luzon. Den har 163 037 invånare (folkräkning 1 maj 2000).
Staden är indelad i 26 smådistrikt, barangayer, varav samtliga är klassificerade som tätortsdistrikt.